# Imair Airlines
Imair Airlines var ett privat flygbolag grundat 1994. Flygbolaget flög regelbundna flygningar samt charterflygningar. Huvudflygplatsen och huvudkvarteren för Imair Airlines var Hejdar Alijev internationella flygplats i Baku. I mars 2007 hade Imair Airlines 107 anställda.
Den 23 november 2009 slutade bolaget att flyga och aviserade att de planerade att sälja sin flotta bestående av två Tupolev Tu-154.

## Destinationer
November 2009 flög Imair Airlines till dessa destinationer:
- Kazakstan
  - Almaty
  - Astana

- Ryssland
  - Surgut

- Turkiet
  - Bodrum

- Uzbekistan
  - Tasjkent

## Flotta
Imair Airlines flotta bestod i november 2009 av två Tupolev Tu-154.